# Preboot Execution Environment
Preboot eXecution Environment（PXE、ピー・エックス・イー、ピクシー）は、コンピュータのブート環境のひとつ。インテルの策定したネットワークブートの規格である。ネットワークブートを利用することにより、ストレージをもたないクライアントコンピュータや、ストレージに別のOSが導入されているクライアントコンピュータがサーバ上のOSイメージを使用して起動できる。

## 概要
PXEブート環境を構築することで、HDDなどのストレージを持たないコンピューター（シンクライアントの類）へOSイメージを送り込んで動作させたり、DVDドライブなどインストールメディアを持たないコンピューターへインストールイメージを送り込んでインストーラーを起動させたりすることが可能になる。

### 構成
PXEによるネットワークブートには次の構成が必要である。
- クライアント
  - PXEに準拠したソフトウェアの入ったROMを備えたNIC (Network Interface Card)
- ネットワーク上のサーバ
  - DHCPサーバ（またはBOOTPサーバ) 
    - OPTION 60:Client Identifier
    - OPTION 66:TFTP Server Name
    - OPTION 67:Boot File Name

  - TFTPサーバ
    - DHCP OPTION 67 で指定されているファイル名で起動イメージ（ブートローダ）を用意しておく。

  - （オプション）WWWサーバ、FTPサーバなど

起動イメージ（ブートローダ）が HTTP や FTP に対応していることを前提に、オペレーティングシステムやインストーラー本体のイメージを WWWサーバや FTPサーバから別途配布させる構成が多い。

#### ProxyDHCPの使用
既存のDHCPサーバーとの通信を仲介（PXEブートのためのオプションを付加して介在）する ProxyDHCP を使用すると、既存のDHCPサーバの設定を変更することなく PXEブート環境を構築することが出来る。Windows向けのWindows展開サービスも同様の仕組みで機能させている。

## PC起動時のPXEエラーメッセージ
PXE ROMを搭載したコンピュータの起動時に、ハードディスクなどの起動デバイスからOSを読み込めない場合、PXEという文字列を含むエラーメッセージが表示されることがある。
このエラーメッセージは、PXEが起動リソースを検索した結果見つからなかったため、DHCPサーバやLANケーブルをチェックすることを促すものである。すなわち、BIOSなどにおける起動デバイス設定において、ネットワークブートできない環境にもかかわらず、起動デバイスの検索順位にPXEを用いたネットワークブートが含まれていて、通常使用される起動デバイスが障害などにより使用できない場合、PXEを用いたネットワークブートを試み、それも失敗したためチェックせよというメッセージである。
ネットワークブートを利用していない環境において上記のようなメッセージが現れた場合、BIOSにおける起動デバイス設定に問題があるか、または起動に用いるハードディスクに異常が発生したと考えるのが妥当である。